# Batalha de Quilacura
A Batalha de Quilacura foi um encontro militar sucedido o 11 de fevereiro de 1546 entre as forças espanholas de Pedro de Valdivia e as mapuches do toqui Malloquete.
Foi um combate nocturno a quatro léguas do rio Biobío e no campo de batalha ficaram os corpos de até 200 indígenas e 6 espanholes mortos.